# Referéndum presidencial de Costa Rica de 1870
Un plebiscito sobre el nombramiento de Tomás Guardia Gutiérrez como Presidente con poderes especiales fue realizado en Costa Rica el 8 de agosto de 1870, y Guardia Gutiérrez asumió la presidencia el 11 de septiembre.

## Antecedentes
El 27 de abril de 1870 Guardia Gutiérrez había sido uno de un grupo de oficiales del ejército que habían depuesto al Presidente Jesús Jiménez Zamora. Bruno Carranza se había convertido en presidente, pero Guardia Gutiérrez había detentado el poder real. Después de tres meses, reemplazó a Carranza.

## Consecuencias
El 15 de octubre de 1871 Gutiérrez convocó un Consejo Constitucional, que adoptó una nueva constitución el 7 de diciembre. Se permitió la elección de un militar como presidente. Posteriormente, Guardia Gutiérrez se mantuvo en el cargo hasta su muerte en 1882.